# Проспект Строителей (Новосибирск)
Проспе́кт Строи́телей — улица в Советском районе Новосибирска. Начинается от пересечения с Бердским шоссе и идёт до пересечения с улицей Кутателадзе. Пересекается также с улицами Героев Труда, Лыкова (бывшая улица Смены), проспектом Академика Лаврентьева, улицами Мусы Джалиля и Российской. В своём начале проспект проходит под железнодорожным путепроводом с тремя путями.
Все жилые и административные здания сосредоточены на нечётной стороне, чётная сторона полностью занята лесом. Кроме того, проспект Строителей является северной границей между частями Академгородка (Верхней и Нижней зонами).

## Транспорт

### Автобусы и маршрутные такси
Имеются две остановки общественного транспорта («Проспект Строителей» и «ДК Юность». По улице проходят маршруты пяти автобусов и четырёх маршрутных такси.

### Транспортные проблемы
В последние годы[уточнить] проспект Строителей испытывает существенные трудности, связанные с интенсивным дорожным движением. Причиной пробок является чрезвычайно загруженный в светлое время суток перекресток Бердское шоссе — проспект Строителей. Ранее планировалось обустроить на нем двухэтажную развязку, однако в 2008 году было объявлено об окончании строительства. Бердское шоссе, проспект Строителей и улица Балтийская по-прежнему пересекаются на одном уровне. Таким образом, вся работа по обустройству развязки свелась к ликвидации кругового движения на перекрестке. Проблему пробок это если и решило, то совсем ненадолго, а в конечном счете даже усугубило, потому что резко выросло число аварий, которые создавали дополнительное препятствие для проезда. В 2010 году Архитектурно-градостроительный совет мэрии Новосибирска одобрил два проекта развития прилегающих территорий, в которых озвучивается намерение развести транспортные потоки в разные уровни.

## Организации
- Почтовое отделение № 55 (д. 15);
- Дворец молодежи «Юность» (д. 21);
- Дом физкультуры СО РАН (д. 23).